# Hilmar von Quernheim
Hilmar von Quernheim (* um 1508 auf dem Ulenhof; † 2. März 1581 in Hildesheim) war ein westfälischer Adeliger und Errichter des Wasserschlosses Ulenburg.

## Familie
Hilmar wurde um 1508 als ältester Sohn des Johann von Quernheim (* um 1484 auf Schloss Ulenburg; † 1551) und dessen Frau (⚭ um 1507) Anna von Barßen (* um 1486; † 1547) vom Gut Vuldenriede bei Bassum geboren. Johanns Eltern waren der als Raubritter agierende Hillmar von Quernheim (1450–1507) und Lucia Catharina von Mandelsloh (1470 bis ~1535), Annas Eltern waren Johan von Barsen und Anna von Loe.

### Geschwister
Hilmar hatte drei Brüder und zehn Schwestern:
Magdalena, auch Mahdalene, (* 1520; † vor 1600); ⚭ um 1554 in Welpe mit Wulffert Otto von Dorgelo; Kinder:Anna von Dorgelo, Gisela von Dorgelo, Johan von Dorgelo sowie Mattias von Dorgelo
Margarethe; ⚭ um 1551 Joachim von Staffhorst (1526–1599)
Matthias († in den Türkenkriegen); ⚭ um 1533 Margarethe von Ilten
Elsebe; ⚭ um 1545 Otto von Rehden zu Brunstein
Henrich (* um 1523; † um 1549)
Mareike; ⚭ Matthias von Quernheim
Catharina; ⚭ um 1544 Werner von Oeynhausen
Gertr(a)ud († 1585); unverheiratet
Clare († um 1585); unverheiratet
Anna (* vor 1520; † 1590); unverheiratet, Dechantin im Stift auf dem Berge in Herford; unverheiratet, Verfasserin von Psalmendichtungen und geistlichen Liedern in niederdeutscher Sprache
Lucia († um 1600); ⚭ um 1543 Johann von Haxthausen
Johann († 1541)
Agnese; ⚭ um 1533 Johann von Westpahl

### Ehefrau
Verheiratet war Hilmar mit Ilsabein von Ilten. Das Paar hatte keine Kinder.

## Leben

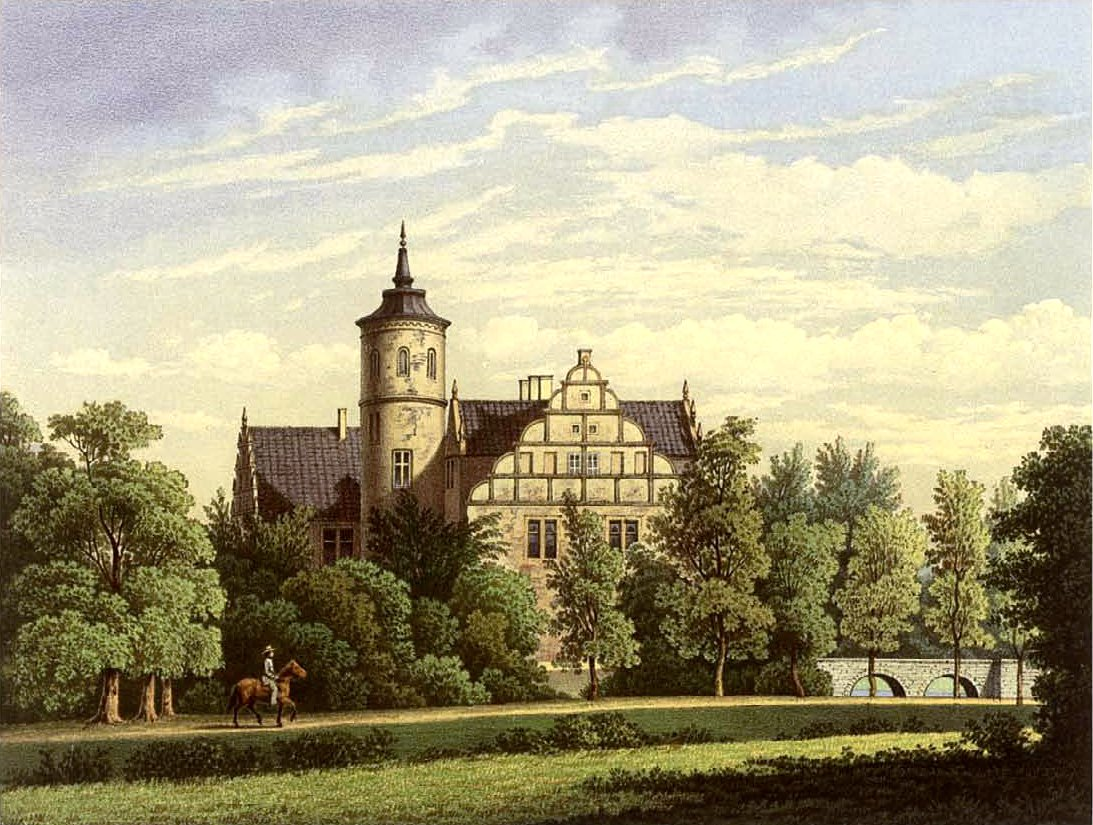
Schloss Ulenburg (um 1870)

Hilmar war Drost unterschiedlicher Herren – unter anderem Drost von Poppenburg – und Obrist in Diensten Dänemarks. In diesen Funktionen (?) war er in zahlreiche rechtliche Auseinandersetzungen verstrickt. Für 1562 ist zum Beispiel ein Ersuchen Hilmars beim Grafen Anton I. von Oldenburg belegt: Er bittet diesen um Vermittlung in einer Streitsache mit seinem Vetter Caspar von Quernheim um Haus Beck, ein Besitz, der häufig in den Ulenburger Akten erscheint.
Ebenfalls belegt ist Hilmars Konflikt um die durch das Stift Minden beanspruchten Hoheitsrechte, in dem ihn sein Lehnsherr Simon VI. zur Lippe bald unterstützte.
Auf dem Höhepunkt seiner Karriere war Hilmar Statthalter des Bischofs zu Hildesheim, Ernst von Bayern.
In dessen bischöflicher Residenz starb Hilmar am 2. März 1581. Sein schriftlicher Nachlass wurde vom Haus Lippe als Rechtsnachfolger übernommen.

### Ulenburg
Die Familie Quernheim gehörte zum westfälischen Adel. Stammsitz war das am Standort des Ulenhofs, eines befestigten Gräftenhofs, im Stil der Weserrenaissance errichtete Wasserschloss Ulenburg, das Hilmar von Quernheim in den Jahren 1568 bis 1570 im heutigen Kirchlengern errichten ließ.